# راشد بن سعد المقرائي الحمصي
راشد بن سعد المقرائي الحمصي، تابعي، ومُحدِّث من أهل حمص، وكان ثقة، شهد معركة صفين مع معاوية بن أبي سفيان، مات سنة 108 هـ في خلافة هشام بن عبد الملك، وقيل 113 هـ. روى له محمد بن إسماعيل البخاري في الأدب المفرد، وروى له الباقون سوى مسلم بن الحجاج.

## روايته للحديث النبوي
- روى عن: أنس بن مالك، وثوبان مولى النبي، وجبلة بن الأزرق الكندي، وذي مخبر الحبشي، وسعد بن أبي وقاص، وأبي أمامة الباهلي، وعاصم بن حميد السكوني، وعبد الله بن بسر، وأبي عامر عَبد الله بْن لحي الهوزني، وعبد الرحمن بن جبير بن نفير، وعبد الرحمن بْن عائذ الثمالي، وعبد الرحمن بْن قتادة السلمي، وعتبة بن عبد السلمي، وعمرو بن العاص، وعمير بن سعد، وعوف بن مالك، وعويمر أَبي الدَّرْدَاء، ومعاوية بن أبي سفيان، والمقدام بن معديكرب، ويزيد بْن خمير اليزني، ويعلى بن مرة.
- روى عنه: الأحوص بن حكيم بْن عُمَير، وأيفع بْن عبد الكلاعي، وثور بْن يزيد، وحبيب بْن صالح، وحريز بْن عثمان، وصفوان بن عمرو، وعبد الرحمن بْن سُلَيْمان بْن أَبي الجون، وعلي بْن أَبي طلحة، وعُمَر بْن جعثم، ومُحَمَّد بْن سُلَيْمان بْن أَبي ضمرة، ومُحَمَّد بْن الوليد الزبيدي، ومعاوية بْن صالح الحضرمي، ويزيد بْن خمير الرحبي، وأبو شعبة يونس بْن عثمان المقرائي، وأبو بكر بْن عَبد الله بْن أَبي مريم.[2]
- الجرح والتعديل: قال أحمد بن حنبل والدارقطني: «لا بأس بِهِ»، وقال يحيى بن معين، وأبو حاتم الرازي، والعجلي، ويعقوب بن شيبة، والنسائي: «ثقة»، قَال علي بن المديني: «قلت ليحيى بن سعيد القطان: تروي عن راشد بْن سعد؟ قال: ما شأنه هو أحب إلي من مكحول». روى له محمد بن إسماعيل البخاري في الأدب المفرد، وروى له الباقون سوى مسلم بن الحجاج.[2]